# Ягодня
Ягодня (укр. Ягідня) — село в Каменка-Бугской городской общине Львовского района Львовской области Украины.
Население по переписи 2001 года составляло 248 человек. Занимает площадь 0,04 км². Почтовый индекс — 80421. Телефонный код — 3254.

## История
В 1946 г. Указом ПВС УССР хутор Ягония переименован в Ягодня.